# فارویل (ایندیانا)
فارویل (به انگلیسی: Farrville) یک منطقهٔ مسکونی در ایالات متحده آمریکا است که در شهرستان گرنت، ایندیانا واقع شده‌است. فارویل ۲۵۷٫۸۶ متر بالاتر از سطح دریا واقع شده‌است.